# Mustafa Karshoum
Mustafa Mohamed Abdelgader Karshoum (ur. 6 grudnia 1992) – sudański piłkarz grający na pozycji środkowego obrońcy. Od 2021 jest zawodnikiem klubu Al-Merreikh.

## Kariera klubowa
Swoją karierę piłkarską Karshoum rozpoczął w klubie Al-Sika Hadid Nyala, w barwach którego zadebiutował w 2012 roku. W latach 2014–2016 grał w Al-Merreikh Nyala, a w latach 2017-2021 w Al-Chartum. W 2021 przeszedł do Al-Merreikh Omdurman.

## Kariera reprezentacyjna
W reprezentacji Sudanu Kharsoum zadebiutował 18 listopada 2018 w wygranym 3:1 meczu kwalifikacji do Pucharu Narodów Afryki 2019 z Madagaskarem, rozegranym w Antananarywie. W 2022 roku został powołany do kadry na Puchar Narodów Afryki 2021. Na tym turnieju rozegrał trzy mecze grupowe: z Gwineą Bissau (0:0), z Nigerią (1:3) i z Egiptem (0:1).